# Нагорный, Александр Васильевич
Алекса́ндр Васи́льевич Наго́рный (10 октября 1887, Харьков — 11 мая 1953, Харьков) — украинский геронтолог и физиолог, доктор биологических наук, заслуженный деятель науки УССР, член-корреспондент АН УССР.

## Публикации
- Нагорный А.В. Жизнь, старость и смерть. — [Одесса]: Госиздат Украины, 1923. — 120 с. с.
- Нагорний О.В. Проблема старіння та смерті і матеріали до вікової фізіології. — Харків: Медвидав, 1935. — 444 с. с.
- Нагорный А.В. Проблема старения и долголетия. — Харьков: Изд-во Харьк. ун-та, 1948. — 446 с с.
- Нагорный А.В. Старение и продление жизни. — М.: Сов наука, 1948. — 215 с. с.
- Нагорный А.В. Старение и продление жизни (на польском языке). — Warszawa: Iskry, 1953. — 255 s. с.
- Нагорный А.В., Никитин В.Н., Буланкин И.Н. Проблема старения и долголетия. — М.: Медгиз, 1963. — 755 с. с.

## Членство в научных сообществах
- C 1914 года действительный член Харьковского общества испытателей природы
- C 1917 года почётный член Всероссийского союза ротных фельдшеров
- С 1918 года действительный член Харьковского медицинского научного общества
- В 1919—1930 годах секретарь Харьковского общества испытателей природы
- В 1929 заместитель председателя Правления Украинского общества физиологов, биохимиков и фармакологов
- С 1930 года член Правления Всесоюзного общества
- С 1948 года действительный член Харьковского терапевтического научного общества[1]

## Звания и награды
- Орден Трудового Красного Знамени — 1948
- Орден Красной Звезды — 1944
- Медаль и звание Заслуженный деятель Науки УССР — 1943
- Знак «Відмінник народної освіти УРСР» — 1946
- Почетная Грамота ЦК ВЛКСМ